# Olimpiadà
|  | No s'ha de confondre amb Olimpíada. |

L'olimpiadà és una molècula mecànicament entrellaçada composta per cinc macrocicles que simulen els anells Olímpics. Es tracta d'una molècula de [5]catenà lineal conjugat amb 12 hexafluorofosfats. Va ser sintetitzada per primer cop per Fraser Stoddart i els seus companys el 1994. Va ser dissenyada sense pensar en cap utilitat pràctica, encara que altres catenans sí que tenen aplicacions reals.